# Сервій Корнелій Лентул (еділ)
Сервій Корнелій Лентул (лат. Servius Cornelius Lentulus; 243 до н. е. —після 205 до н. е.) — політичний та військовий діяч Римської республіки, еділ у 207 році до н. е.

## Життєпис
Походив з патриціанського роду Корнеліїв, його гілки Лентулів. Син Луція Лентула Кавдіна, консула 237 року до н. е. Про молоді роки мало відомостей.
У 207 році до н. е. обіймав посаду курульного еділа. Під час своєї каденції тричі провів Римські ігри. У 205 році до н. е. став військовим трибуном. Служив під головуванням свого брата Луція в Іспанії, командував кіннотою в битві з авсетанами та ілергетами. Подальша доля невідома.

## Родина
Діти:
- Сервій Корнелій Лентул, претор 169 року до н. е.
- Публій Корнелій Лентул, легат 171 року до н. е.